# Plants vs. Zombies
Plants vs Zombies (укр. Рослини проти Зомбі) — відеогра, розроблена і випущена компанією PopCap Games для Windows і Mac OS X в 2009, в згодом випущена для інших платформ.

## Ігровий процес
Рослини проти зомбі — це відеогра у жанрі «оборона вежі», в якій гравець захищає свій заміський будинок від зомбі. Галявина розділена на сітку, з будинком гравця зліва. Гравець розміщує різні типи рослин на окремих квадратах сітки. Кожна рослина має свій стиль захисту, наприклад, стрілянина, вибухи та блокування. Різні типи зомбі мають свою особливу поведінку та свої слабкі місця стосовно різних рослин. Наприклад, зомбі на повітряній кулі може парити над рослинами гравця, але його куля може бути розірвана кактусом. Інші приклади зомбі включають зомбі-танцюриста, який викликає навколо себе танцюристів; і зомбі-вершника на дельфіні, який їде на дельфіні, щоб перестрибнути через рослину.
Гравець може вибрати обмежену кількість видів рослин з пакетів з насінням на початку кожного рівня, і повинен заплатити за їх розміщення, використовуючи валюту під назвою «сонце». Гравець збирає сонце, натискаючи на іконки сонця, які випадково з'являються на галявині, або використовуючи певні рослини, які генерують сонце, наприклад, соняшники та сонячні гриби. Кожен тип рослин перезаряджається між кожним розміщенням з різною швидкістю. Лопата може використовуватися для викопування та видалення рослин. У лівому кінці кожної смуги розташована газонокосарка одноразового використання; якщо зомбі досягає цього кінця, косарка активується і вбиває всіх зомбі на цій смузі. Якщо зомбі досягає кінця смуги, косарка якої вже була використана, гравець повинен перезапустити рівень.

## Системні вимоги
ЦП: 1,2 ГГц чи швидший 

Оперативна пам'ять: 512 мб і більше 

Відеокарта: сумісна з DirectX 8 

Звукова карта: сумісна з DirectX 8 

Вільна пам'ять на HDD: 50 мб 

Операційна система: Windows XP/Vista/7/8/8.1/10/11

## Цікаві факти і пасхалки
- Спочатку гру хотіли назвати «Lawn of the Dead» (Галявина мерців), що схоже за звучанням на відомий фільм Джоржда Ромеро «Dawn of the Dead» (Світанок мерців). Та назву змінили з юридичних причин.
- У комп'ютерній грі World of Warcraft є завдання «Поле неживих», ігрова механіка якого копіює Plants vs. Zombies. Натомість у багажнику автівки Божевільного Дейва можна виявити коробку з написом «World of Warcraft».
- Танцюрист Зомбі у старих версіях є відсилкою до образу американського співака Майкла Джексона.
- У режимі нагород версії Game of the Year Edition, якщо прокрутити екран донизу, то можна побачити речі і героїв із інших ігор PopCap Games, а на самому дні — знайти зомбі-китайців.
- На газеті Newspaper Zombie можна розгледіти напис «Zombie», написаний догори дригом.
 Якщо в головному меню клацнути на квітку, то одна пелюстка полетить, а інша — впаде.

## Українізація
Локалізація: «Подвійний апостроф»

Мова інтерфейсу: українська

Мова озвучення: українська